# Road Less Traveled
«Road Less Traveled» — сингл американской певицы Лорен Элейн с её мини-альбома Lauren Alaina (EP), а также второй сингл с её второго студийного альбома Road Less Traveled (2017). Сингл вышел в продажу 11 июля 2016 года в цифровом формате на лейблах Mercury Nashville, Interscope и 19.

## История
Трек написан в стиле кантри-рок. Песня дебютировала на позиции № 57 в кантри-чарте Billboard Country Airplay, и стала там первым для певицы чарттоппером. Сингл также дости позиций № 8 и № 67 в чартах Hot Country Songs и Hot 100 соответственно. Тираж песни составил 220,000 копий в США к июлю 2017. В Канаде песня была на № 3 в чарте Canada Country.
Песня помогла Элейне выиграть музыкальную награду CMT Awards в категории Breakthrough Video of the Year в 2017 году.
Песня получила положительные отзывы музыкальных критиков и интернет-изданий: Taste of Country, PopDust.

## Позиции в чартах

### Еженедельные чарты
| Чарт (2016-17)                    | Наивысшая позиция |
| --------------------------------- | ----------------- |
| Канада (Billboard Country)        | 3                 |
| США (Billboard Hot 100)           | 67                |
| США (Billboard Country Airplay)   | 1                 |
| США (Billboard Hot Country Songs) | 8                 |

### Годовые итоговые чарты
| Чарт (2017)                      | Позиция |
| -------------------------------- | ------- |
| US Country Airplay (Billboard)   | 25      |
| US Hot Country Songs (Billboard) | 47      |

## Сертификации
| Регион                                                                      | Сертификация | Продажи   |
| --------------------------------------------------------------------------- | ------------ | --------- |
| США (RIAA)                                                                  | Платиновый   | 1 000 000 |
| Данные о продажах + прослушиваниях приведены только на основе сертификации. |              |           |